# Ixora bibracteata
Ixora bibracteata är en måreväxtart som beskrevs av Adolph Daniel Edward Elmer. Ixora bibracteata ingår i släktet Ixora och familjen måreväxter. Inga underarter finns listade i Catalogue of Life.